# Panno
Il panno, dal latino pannus, è tradizionalmente un tessuto di lana che viene follato (infeltrito) per renderlo impermeabile e successivamente garzato per ottenere un lato peloso.
Nel linguaggio comune il termine panno è utilizzato come sinonimo di tessuto o stoffa e, soprattutto al plurale, come capo d'abbigliamento o d'arredamento, ma il suo significato proprio è legato al tipo di stoffa che si ottiene con un determinato finissaggio.
Il panno è un tessuto pesante, generalmente ad armatura tela, resistente all'usura, impermeabile grazie alla follatura che chiude gli interstizi tra i fili di trama e di ordito, la parte pelosa costituisce un funzionale doppio strato, antifreddo e antipioggia, e veniva inizialmente ottenuta spazzolando la superficie della pezza di lana con cardi (garzatura). 
Le proprietà del tessuto garantiscono anche l'isolamento termico, oltre alla traspirazione dei vapori propri del corpo umano.

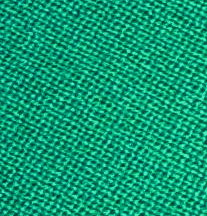
Panno verde

## Storia
Nell'antichità la produzione di tessuti avveniva in ambito familiare, ma già al tempo dei Romani era in funzione una piccola industria che in apposite officine, le fullonicae, provvedeva a follare, cioè a far infeltrire, il panno di lana. Questa operazione consisteva nell'immergere il tessuto in acqua battendolo coi piedi (saltus fullonicus), con l'aggiunta di argilla smectica. Il panno veniva lavato con urina per eliminare le impurità, fatto asciugare e spazzolato (garzato) con cardi o pelli di porcospino per sollevare il pelo.
La follatura era un lavoro molto gravoso, ma già nel medioevo si costruirono le gualchiere, dove magli azionati dalla forza dell'acqua battevano il panno.
Nella metà del XII secolo inizia la produzione organizzata di panno di lana grazie alla confraternita degli Umiliati, che partendo dal Milanese istituì coi suoi conventi una prosperosa industria che si diffuse in tutto il nord Italia.

### Firenze
Il centro mondiale della produzione e in modo specifico della commercializzazione dei panni divenne nel XII secolo Firenze.
Non solo i panni di produzione locale, anche lane importate dalla Spagna come anche molti panni grezzi importati da vari paesi europei, venivano sottoposti a lavorazioni di finissaggio.
I panni passavano attraverso le operazioni di cardatura, cimatura, raffinazione e tintura, che li trasformavano in prodotti finiti di alto pregio che venivano rivenduti sia in Italia che all'estero, spesso sugli stessi mercati in cui era stata acquistata la materia prima.

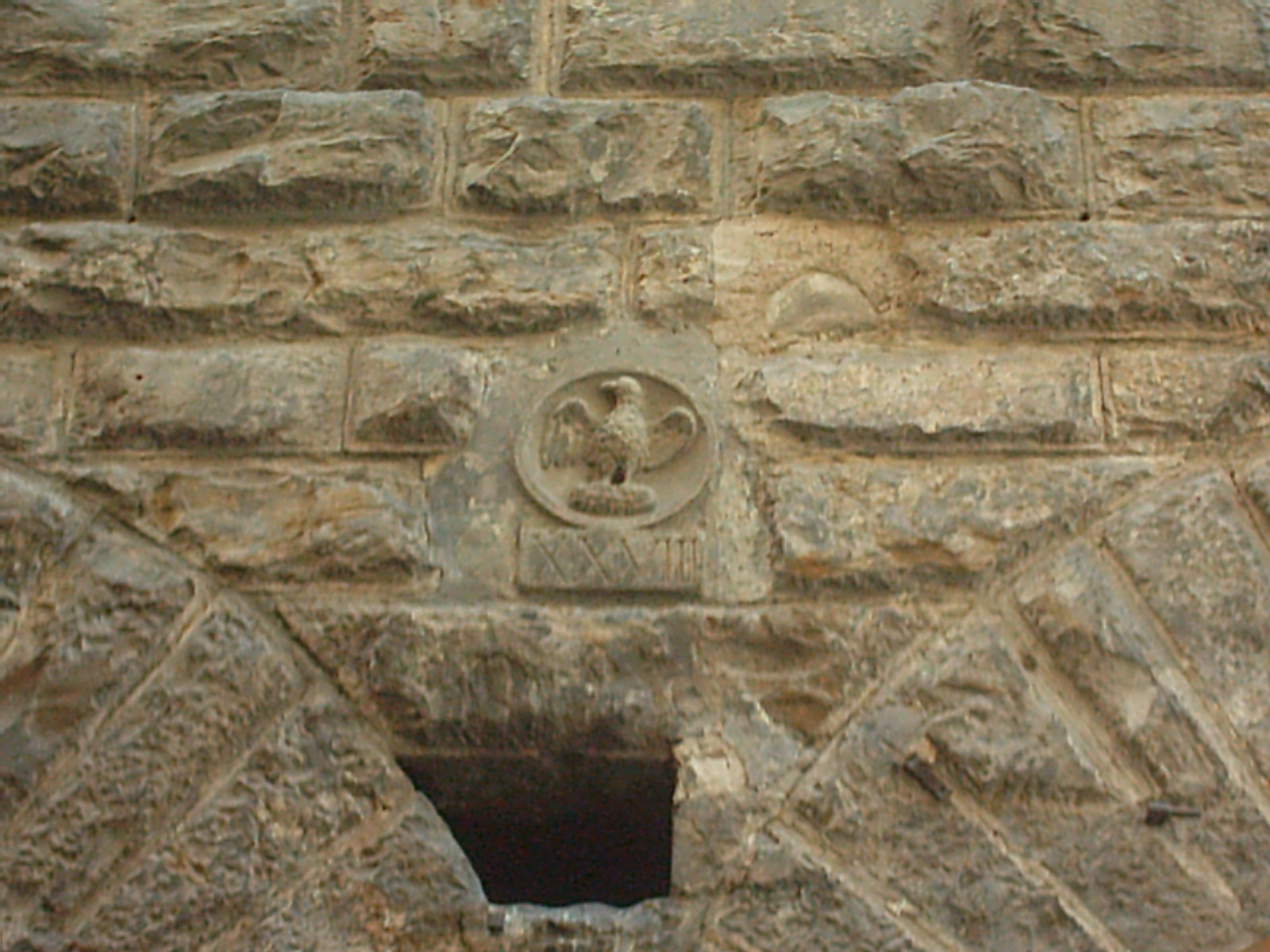
Dettaglio sulla facciata dell'antica sede dell'Arte di Calimala con il simbolo della corporazione

In breve l'Arte che riuniva i grandi trasformatori dei tessuti che contemporaneamente si dedicavano all'importazione dei tessuti grezzi e all'esportazione di quelli raffinati, detta Calimala assunse un ruolo di primo piano nel governo cittadino.
Ma un ruolo importante ebbero anche le altre arti.
I tintori, in particolare, erano tenuti a rispettare precise norme contenute nello statuto stesso della corporazione; queste prevedevano un rapporto esclusivo con Calimala, per cui chi tingeva i panni dell'Arte non poteva farlo per nessun altro ed ogni pezza doveva risultare perfetta al momento della consegna, senza macchie o imperfezioni, pena il rimborso dei pezzi danneggiati.
I tintori venivano chiamati vagellai, per via del vagello, ossia l'apposita caldaia impiegata durante le operazioni di tintura; il colore che senz'altro veniva più usato era il rosso, con cui si confezionava anche il lucco, la sopravveste lunga fino ai piedi e senza cintura indossata da tutti i magistrati del Comune.
La famiglia dei Ruccellai acquistò grande fama per la tintura tramite l'oricello (tintura rosso violacea ottenuta versando urina sui licheni del genere Roccella). Attraverso il processo chimico di precipitazione con ammoniaca (contenuta appunto anche nell'urina) si otteneva la tintura dei tessuti.

### Tipi di panno
Famosi sono alcuni tipi di panno italiano: 
- l'orbace
- il panno grosso bergamasco
- il loden
- il panno casentino
- il panno lenci a dispetto del nome è un tipo di feltro morbido e colorato era usato per confezionare le bambole della manifattura Lenci di Torino fondata nel 1919

## Uso
Veniva utilizzato in abbigliamento per la confezione di abiti, giacche, cappotti, mantelli, cappucci; per coperture e coperte (anche per gli animali); per fodere e imbottiture. Era prima dell'era industriale, con feltro e cuoio, uno dei pochi materiali impermeabili a disposizione per proteggersi dalle intemperie.
Con la scoperta delle fibre sintetiche (tecnofibre) e di impermeabilizzanti chimici l'uso del panno di lana è andato via via calando.